# Ammersee-Gymnasium Dießen
Das Ammersee-Gymnasium Dießen ist ein 2006 gegründetes Gymnasium in Dießen am Ammersee mit sprachlichem und naturwissenschaftlich-technologischem Zweig.

## Lage
Das Ammersee-Gymnasium befindet sich am nördlichen Ortsrand von Dießen in unmittelbarer Nähe des Ammersees. Die Schule liegt an der Ammerseebahn und hat einen eigenen Haltepunkt (St. Alban). Mittels einer Unterführung ist der direkte Zugang zum See gegeben, sie ermöglicht auch die Zufahrt zur Schule mit dem Fahrrad von der Seeuferstraße aus. Durch eine Busschleife wird die Verbindung zur Staatsstraße 2055 hergestellt. Parallel zur Straße führt von Dießen aus ein Radweg zur Schule.

## Geschichte
Seit 1990 wurde im Landkreis Landsberg am Lech über die Notwendigkeit eines weiteren Gymnasiums in der Region diskutiert. Im August 2001 stellte der Kreistag einen Antrag an das Bayerische Staatsministerium für Unterricht und Kultus auf Gründung eines Gymnasiums am Ammersee-Westufer, der am 27. Februar 2002. genehmigt wurde. Im Juli 2002 erfolgte der Beschluss des Kreistags, das Gymnasium in St. Alban in der Gemeinde Dießen zu errichten, im Oktober 2005 wurde vom Kultusministerium der Gründungsschulleiter, Klaus Rechenberger, bestimmt. Mit dem Schuljahr 2006/07 begann der Unterrichtsbetrieb mit 420 Schülern in 15 Klassen und mit 34 Lehrkräften
Am 1. Mai 2007 verlieh das Staatsministerium für Unterricht und Kultus der Schule den Namen Ammersee-Gymnasium Dießen.

## Architektur

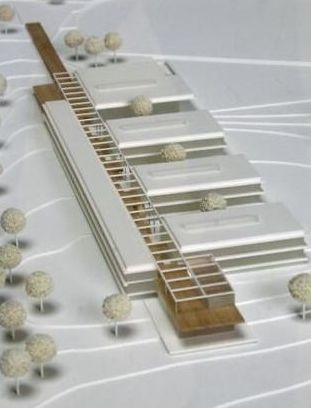
Entwurf: Fritsch + Tschaidse

Für den Bau der Schule wurde ein Architektenwettbewerb ausgeschrieben. Im Juli 2003 beschloss der Kreistag, den Bau des Gymnasiums auf der Basis des Entwurfs des ersten Preisträgers, Architekten Fritsch & Tschaidse, München, zu realisieren. Am 7. Mai 2005 erfolgte die Grundsteinlegung. Die Entstehung des Schulgebäudes wurde von einem Arbeitskreis am Staatsinstitut für Schulqualität und Bildungsforschung in Zusammenarbeit mit der Bayerischen Architektenkammer begleitet. Die Ergebnisse dieses Prozesses wurden in dem Buch Schule bauen (s. Literatur) veröffentlicht.
Als Leitidee und funktionales, gestalterisches Element für die äußere und innere Erschließung der Schule dient der Begriff Steg:
"Er (der Steg) wurde zur Metapher für die Verbindung von Land und Wasser, verbildlicht durch die Baukörper der Schule, die wie Schiffe am Bootssteg liegen. In der Kammstruktur der Schulanlage spiegelt sich so die Struktur eines Anlegestegs für Segelschiffe wider. Aufweitungen des Stegs schaffen ein Eingangsdeck vor der Sporthalle und ein Aussichtsdeck zum See mit Bibliothek und Schülerarbeitsbereich. Ein langer zweigeschossiger Klassenriegel schließt baulich den heterogenen Ortsrand ab, die Seitenflügel der Fachbereiche verzahnen sich mit der Landschaft. (..) Die Schule vermittelt so das Bild eines am Steg anlegenden Ammerseedampfers ".

## Ausbildungsrichtungen
Das Gymnasium bietet zwei verschiedene Ausbildungsrichtungen an:
- Sprachliches Gymnasium, mit der Fremdsprachenfolge Englisch-Französisch-Spanisch oder Englisch-Latein-Spanisch

- Naturwissenschaftliches-technologisches Gymnasium, mit der Fremdsprachenfolge Englisch-Französisch oder Englisch-Latein.

## Zusatzangebot
Das Ammersee-Gymnasium bietet zusätzliche Aktivitäten, u. a. Orchester, Chor, Theater, Keramik, Werken, Schulgarten, Schulimkerei, Robotik, Pluskurs Mathematik, Schülerzeitung, Basketball, Triathlon und Rudern.

## Rudern
Das Ammersee-Gymnasium ist eine Stützpunktschule für den Rudersport und in einer Sportarbeitsgemeinschaft mit dem Verein Ammersee-Ruderer e.V. verbunden. Als einziges staatliches Gymnasium in Bayern verfügt das Ammersee-Gymnasium über ein eigenes Bootshaus und einen Schwimmsteg. Die Einweihung dieser vom Landkreis Landsberg am Lech geschaffenen Einrichtungen fand am 19. September 2018 statt.
Alle Schüler der 6. Klassen werden im Rahmen des Differenzierten Sportunterrichts im Rudern unterrichtet. Die Schule nimmt regelmäßig an den Bayerischen Schülermeisterschaften im Rudern und an den Deutschen Meisterschaften im Ergometerrudern teil.

## Offene Ganztagsschule
Das Ammersee-Gymnasium hat seit dem Schuljahr 2013/14, gemeinsam mit dem Kooperationspartner SOS-Kinderdorf Ammersee-Lech, eine offene Ganztagsschule eingerichtet. Den Schülern wird ein strukturierter Tagesablauf geboten, der es ihnen ermöglicht, ihre schulischen Aufgaben in einer von Selbstverantwortung getragenen Lernkultur zu erledigen. Darüber hinaus erhalten die Schüler im Rahmen einer gemeinsamen Freizeitgestaltung die Möglichkeit, ihre sozialen Kompetenzen zu stärken. Das Ganztagsangebot erstreckt sich von Montag bis Donnerstag auf den Zeitraum von 13–16 Uhr.